# Andreas Obering

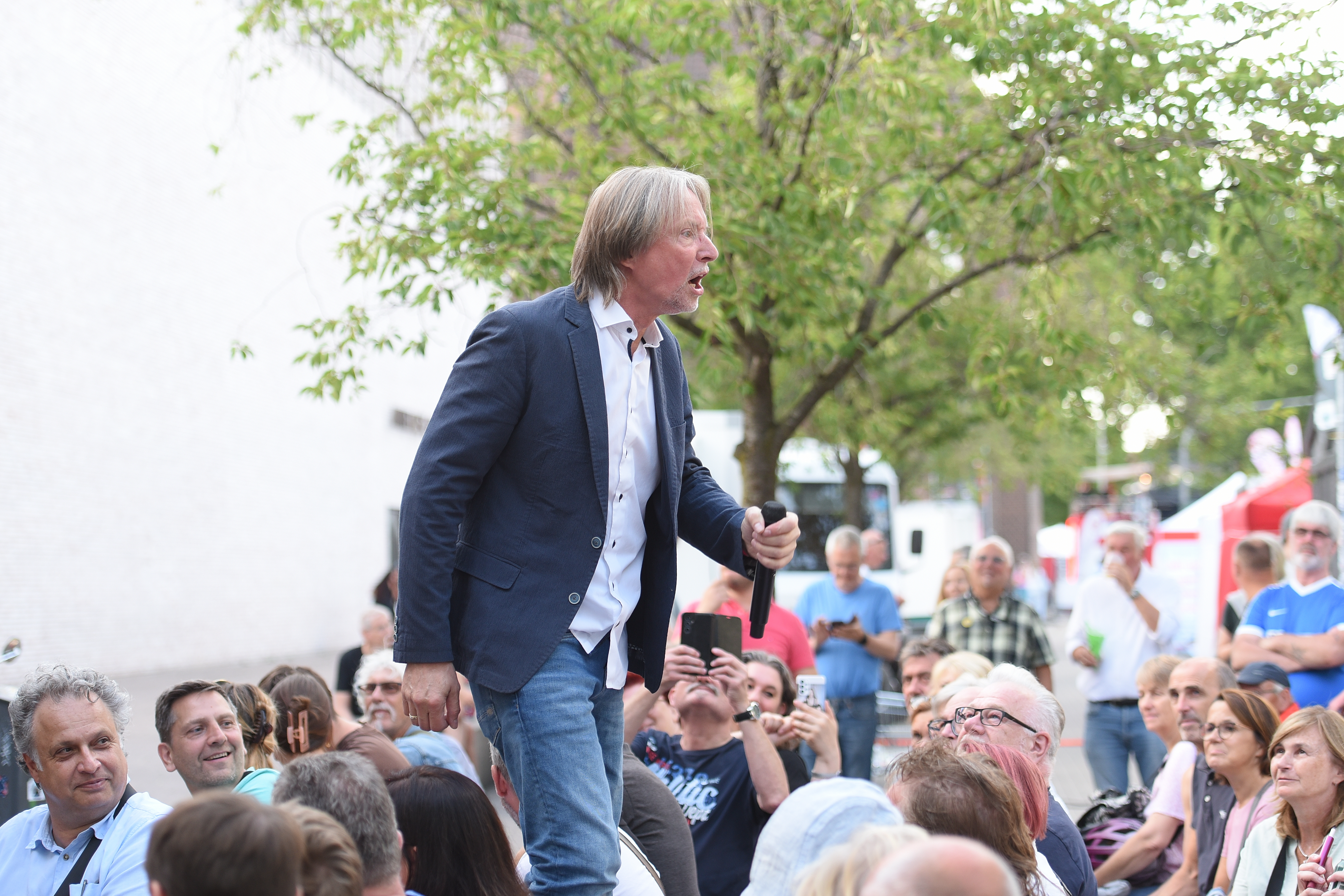
Der Obel bei Bochum Total 2025

Andreas Obering (* 29. März 1964 in Hamm), bekannt unter dem Künstlernamen Der Obel, ist ein deutscher Comedian, Schauspieler, Musiker und Kommunalpolitiker (SPD).

## Leben
Bereits in der Schule entwickelte Obering seine Talente als Schlagzeuger und Sänger in der Hammer Formation Gegenlicht (1980–1985). Nach dem Abitur am Freiherr-vom-Stein-Gymnasium in Hamm studierte er zunächst zwei Semester Wirtschaftswissenschaften in Münster und absolvierte anschließend eine kaufmännische Lehre in einem Schallplattengroßhandel in Kaarst. Parallel spielte er weiterhin Schlagzeug in der Rock-Cover-Formation Return (1985–1988) und in der Empty Bottle Blues Band (1988–2005).
Seine Karriere als Comedian begann Ende 1985, zunächst mit Till Hoheneder und Klaus „Magic“ Rüter in der Gruppe Till und Obel, mit der er im Jahr 1990 die ZDF-Talentshow Hut ab, präsentiert von Ingolf Lück, gewann. Im selben Jahr spielten Till & Obel erstmals bei Geld oder Liebe mit dem Parodie-Titel We Are The World. Im selben Jahr folgten die ZDF-Silvester-Show und die RTL-Silvesternacht mit Dieter Hallervorden aus den Wühlmäusen in Berlin.
In den kommenden Jahren trat Obering mit zumeist mit Till & Obel bei gut 100 Fernsehauftritten in Erscheinung, so der Till & Obel-Show (RTL, 1991) oder dem Rockpalast (WDR, 1996). Das Comedy-Trio absolvierte rund 1.000 Live-Auftritte im deutschsprachigen Raum. Im Dezember 2000 endete die Zusammenarbeit.
Seit 2003 tritt Der Obel solo auf.
Im Film Das Wunder von Bern von Sönke Wortmann wirkte Obering als Reporter Herbert Zimmermann mit. Seitdem kommentiert er live Benefiz-Fußballspiele im Stil bekannter Fußballreporter wie Herbert Zimmermann oder Werner Hansch.
Im Jahr 2005 feierte er sein 25. Bühnenjubiläum – die Silberjubelustigung. Dort trat er u. a. gemeinsam mit seinen ehemaligen Musikformationen auf. Im Sommer desselben Jahres tourte Obering gemeinsam mit The Art of Mouth durch die Lande.
2006 gab er ein mehrmonatiges Gastspiel als Schauspieler im Capitol Düsseldorf im Comedy-Theaterstück Shakespeares sämtliche Werke, leicht gekürzt. Seine Bühnenpartner waren Guildo Horn und Tom Zahner.
Zur UEFA Euro 2008 in Österreich und der Schweiz gestaltete Obering aus dem Fangesang Sooo gehn die Deutschen ein Lied, der in den Stadien und Public-Viewing-Orten gespielt wurde. Am 27. Mai 2010 erschien die Single Gurkentruppe & Der Obel / So geh’n die Deutschen passend zur Fußballweltmeisterschaft in Südafrika.
Von 2010 bis 2018 wirkte er als Moderator beim CaravanSalon und der boot in Düsseldorf. Das Engagement endete, nachdem der Geschäftsführer des Auftraggebers und Messeausrichters verstarb.
2013 veranstaltete er erstmals die Comedy-Mix-Show SchönAbendZusamm!, in der er als Gastgeber jeweils drei Acts aus Kabarett, Comedy, Musik oder der Poetry-Szene begrüßt. In den Jahren 2019 und 2020 war Obering Gast im Ensemble des Dortmunder Alternativ-Karnevals Geierabend. Im Oktober 2023 feiert er das Zehnjährige des SchönAbendZusamm! in Hamm.
2017 schloss Obering eine Ausbildung zum Veranstaltungskaufmann ab. Im Anschluss arbeitete er als Dozent in der Fortbildung sowie in der Öffentlichkeitsarbeit der Entwicklungsgesellschaft CreativRevier Heinrich Robert GmbH in Hamm (2019–2022). Dort produzierte und moderierte er Vlogs und Imagefilme zur Entwicklung des ehemaligen Bergwerks in Hamm-Herringen.
Andreas Obering lebt in seiner Geburtsstadt Hamm. 2020 wurde er dort im Stadtbezirk Rhynern zum ehrenamtlichen Bezirksbürgermeister gewählt. Er ist verheiratet und hat zwei Kinder.

## Bühnenprogramme
- Denn sie wissen nicht, was sie tun (Till & Obel, 1986)
- Jasicha!?! (Till & Obel, 1989)
- Keine Gnade ‘92-‘95 (Till & Obel, 1992)
- Die Rückkehr der Jodelritter (Till & Obel, 1994)
- Uns Kann Keiner (Till & Obel, 1996)
- Mit Alles (Till & Obel, 1998)
- Die Drei Muskelkater (Till & Obel, 1999)
- Von Null auf Eins! (Der Obel, 2001)
- Auto, Mutter, Sport (Der Obel, 2002)
- Drei Dinger braucht der Mann (Der Obel, 2003)
- Drei Mann in einem Beat (Art of Mouth & Obel, 2005)
- Auf Asche (Der Obel, 2005)
- Shakespeares sämtliche Werke, leicht gekürzt (Capitol Theater, Düsseldorf, 2006)
- Alles Rund! (Der Obel, 2008)
- Obelpackung  (Der Obel, 2014)
- Zechen und Wunder (Geierabend, 2019)
- Mein Name ist Pott, Ruhr Pott! (Geierabend, 2020)
- Der Obel an sich (Der Obel, 2022)

## Diskografie
- Plastikwelt (Gegenlicht – LP, Compilation, Various „Die Wüste lebt“ – Ruhrpotthits ‘81, WunschKlang, 1982)
- Theo (Gegenlicht, LP, Compilation, Various – Rock Und Pop Im Ruhrgebiet, WunschKlang, 1984)
- Weil ich der Kanzler bin (Till & Obel, Single, BMG, 1994)
- Willkommen auf der Blöden Seite der Macht (Till & Obel, BMG, 1995)
- Uns Kann Keiner (Till & Obel, BMG, 1996)
- Mit Alles – das Beste aus 14 Jahren (Till & Obel, BMG, 2000)
- Ja uff erstmal – Winnetou unter Comedy Geiern (Various Artists, 2000)
- Hamm, Sweet Hamm (Der Obel und die HammStars, 2001)
- Von Null auf Eins! (Der Obel, 2001)
- So geh’n die Deutschen (Gurkentruppe & Der Obel, 2010)

## Filmografie
- 2003: Das Wunder von Bern (in der Rolle als Radioreporter Herbert Zimmermann)